# Ilemodes astriga
Ilemodes astriga är en fjärilsart som beskrevs av George Francis Hampson 1916. Ilemodes astriga ingår i släktet Ilemodes och familjen björnspinnare. Inga underarter finns listade i Catalogue of Life.